# Ian Smith (futebolista)
Ian Rey Smith Quirós, mais conhecido como Ian Smith (Guápiles, 6 de março de 1998), é um futebolista costarriquenho que atua como lateral-direito. Atualmente, joga pelo IFK Norrköping.
Em 14 de maio de 2018 foi convocado para a sua primeira Copa do Mundo, com apenas 20 anos, após ser chamado pelo técnico Óscar Ramírez para o Mundial da Rússia. 